# 大阪都市圈

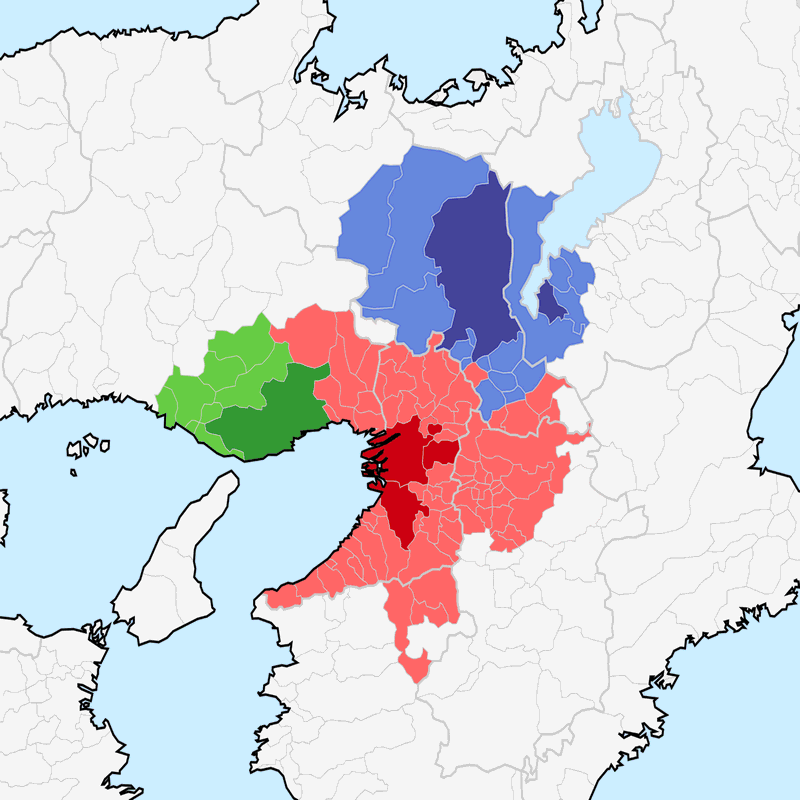
紅色部分為大阪都市圈的範圍

大阪都市圈（日语：／ Ōsaka toshi ken */?）是指以日本大阪府大阪市為中心的都市區，範圍包括了大阪市和其附近的衛星都市。大阪都市圈雖然平時多指以大阪為中心的都市圈，有時也指以大阪為中心的近畿都市圈。若按照10%通勤圈的定義，大阪都市圈的範圍包括了大阪市、堺市、東大阪市、門真市和奈良縣、兵庫縣、京都府、和歌山縣的部分地區，人口約有1208万人（2015年），是日本第二大的都市圈。每天有85萬人流入大阪，大阪白天的人口達354万人，超過横濱市白天的人口。

## 外部連結
- 大阪市への通勤・通学人口図PDF - 総務省統計局